# میهو تاناکا
میهو تاناکا (انگلیسی: Miho Tanaka؛ زادهٔ ۸ آوریل ۱۹۷۶) بدمینتون‌باز زن اهل ژاپن بود.